# Мирный (Данковский район)
Мирный — поселок Малинковского сельсовета Данковского района Липецкой области.

## География
Посёлок находится на реке, впадающей в реку Паники. Имеется большой пруд «Чудильники».
Через Мирный проходит просёлочная дорога, на юго-западе от посёлка проходит автомобильная дорога 42К−082.

## Население
| 2010 |
| ---- |
| 56   |